# EPER
EPER es el Registro Europeo de Emisiones de Sustancias Contaminantes (the European Pollutant Emission Register) que se regula por la Decisión 2000/479/CE (Decisión EPER) de acuerdo con el artículo 15.3 de la Directiva 96/61/CE relativa a la Prevención y Control Integrados de la Contaminación (Directiva IPPC). Fue el primer registro a nivel europeo de emisiones industriales a la atmósfera y agua. Actualmente ha sido sustituido por el registro PRTR.
Según la Decisión EPER, los Estados miembros debían informar, con periodicidad trienal, a la Comisión Europea de las emisiones generadas al aire y al agua, por los complejos industriales afectados. Las sustancias consideradas eran 50, y estaban sujetas a información pública si se superaban los umbrales de notificación indicados en el Anexo A1 de la misma.
La Decisión EPER obligaba a la Comisión Europea a hacer estos datos públicos y accesibles en Internet. El sitio Web donde se sigue pudiendo consultar es: https://web.archive.org/web/20081108103026/http://www.eper.ec.europa.eu/, gestionado por la Agencia Europea de Medio Ambiente (EEA).
El primer informe EPER-Europa se remitió a la Comisión Europea en el año 2003 con los datos de emisiones correspondientes a 2001 (aunque los Estados miembros tenían también la posibilidad de informar sobre los años 2000 y 2002). Este informe da acceso a datos de aproximadamente 9.200 complejos industriales en los antiguos 15 Estados miembros, Noruega y Hungría.
El segundo informe se envió en 2006 y corresponde a los datos de emisiones de 2004. Consta de aproximadamente 12.000 complejos pertenecientes a los 25 Estados miembros y Noruega. El tercer informe, que constaría de los datos de 2007, no será finalmente realizado, al ser sustituido por PRTR (the European Pollutant Release and Transfer Register).